# Горња Лапаштица (Подујево)
Горња Лапаштица (алб. Llapashticë e Epërme) је насељено место у општини Подујево, Косово и Метохија, Република Србија.

## Демографија
| Демографија | Демографија | Демографија |
| Година      | Становника  | Становника  |
| ----------- | ----------- | ----------- |
| 1948.       | 1.651       |             |
| 1953.       | 1.639       |             |
| 1961.       | 1.819       |             |
| 1971.       | 2.062       |             |
| 1981.       | 2.001       |             |
| 1991.       | 2.299       |             |